# Wolff, un poliziotto a Berlino
Wolff, un poliziotto a Berlino (Wolffs Revier) è una serie televisiva poliziesca tedesca trasmessa dal 1992 al 2006 sul canale televisivo Sat.1.

## Trama
A fare da palcoscenico alle storie scritte da Karl Heinz Willschrei è la città di Berlino, da poco riunificata e ancora terribilmente caotica a pochi mesi dalla caduta del Muro. I racconti non presentano cartoline di Berlino, ma piuttosto storie di uomini che in questa città vivono. È il lato umano che prevale sulla tristezza del crimine.

## Episodi
| Stagione             | Episodi | Prima TV originale | Prima TV Italia |
| -------------------- | ------- | ------------------ | --------------- |
| Prima stagione       | 16      | 1992 - 1993        | 1996            |
| Seconda stagione     | 20      | 1993 - 1994        |                 |
| Terza stagione       | 6       | 1994               |                 |
| Quarta stagione      | 15      | 1995               |                 |
| Quinta stagione      | 14      | 1996               |                 |
| Sesta stagione       | 12      | 1998               |                 |
| Settima stagione     | 12      | 1998               |                 |
| Ottava stagione      | 12      | 1999               |                 |
| Nona stagione        | 15      | 2000 - 2001        |                 |
| Decima stagione      | 11      | 2002               |                 |
| Undicesima stagione  | 11      | 2003               |                 |
| Dodicesima stagione  | 15      | 2003 - 2004        |                 |
| Tredicesima stagione | 14      | 2005-2006          | 2008            |

## Guest star
Tra le guest star della serie figurano:
- Giuliana De Sio nell'episodio Die Wölfin, regia di Michael Lähn (1993)
- Vera Tschechowa nell'episodio Doppelt genäht = A doppio filo (2ª Stagione epis.30/14)